# Porto Katsiki

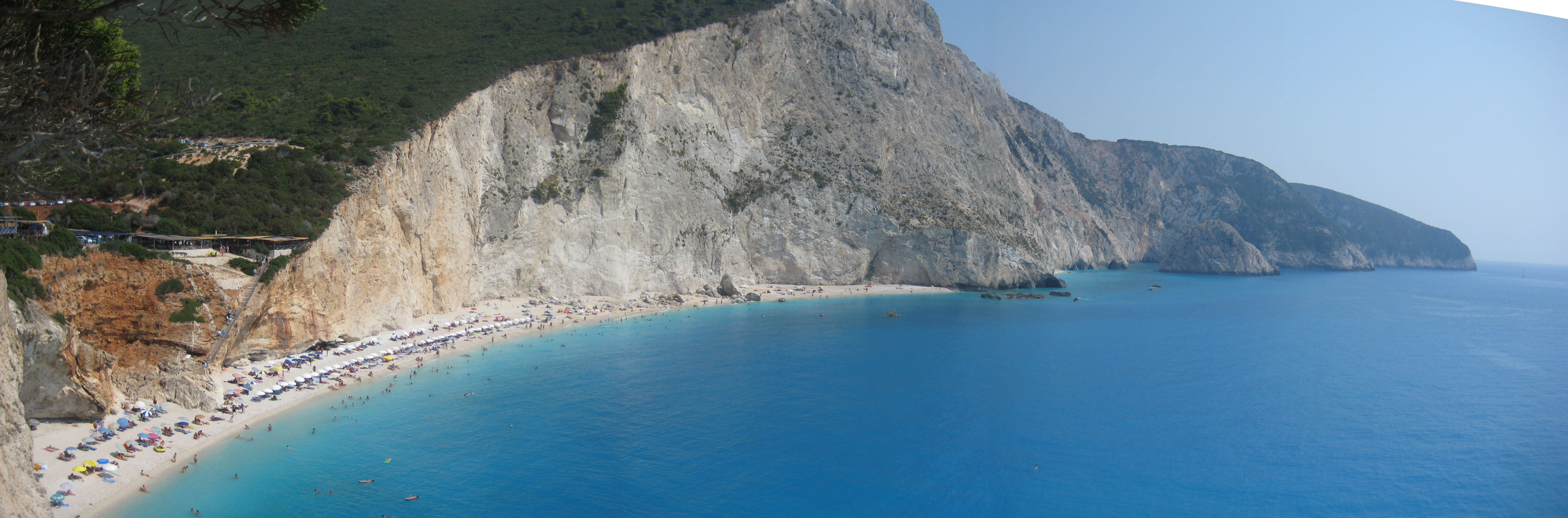
La famosa playa de Porto Katsiki

Porto Katsiki es una de las playas de la isla griega de Lefkada. Es una de las playas más famosas de Europa, y se encuentra a 40 km de la capital de la isla.

## Servicios
Tiene una zona de estacionamiento y distintos mini-bares. También cuenta con tumbonas de alquiler. Los visitantes del lugar deben llevar el equipamiento para las distintas actividades de la playa, ya que no hay lugares donde alquilarlo en la misma.